# مید ایرلاینز

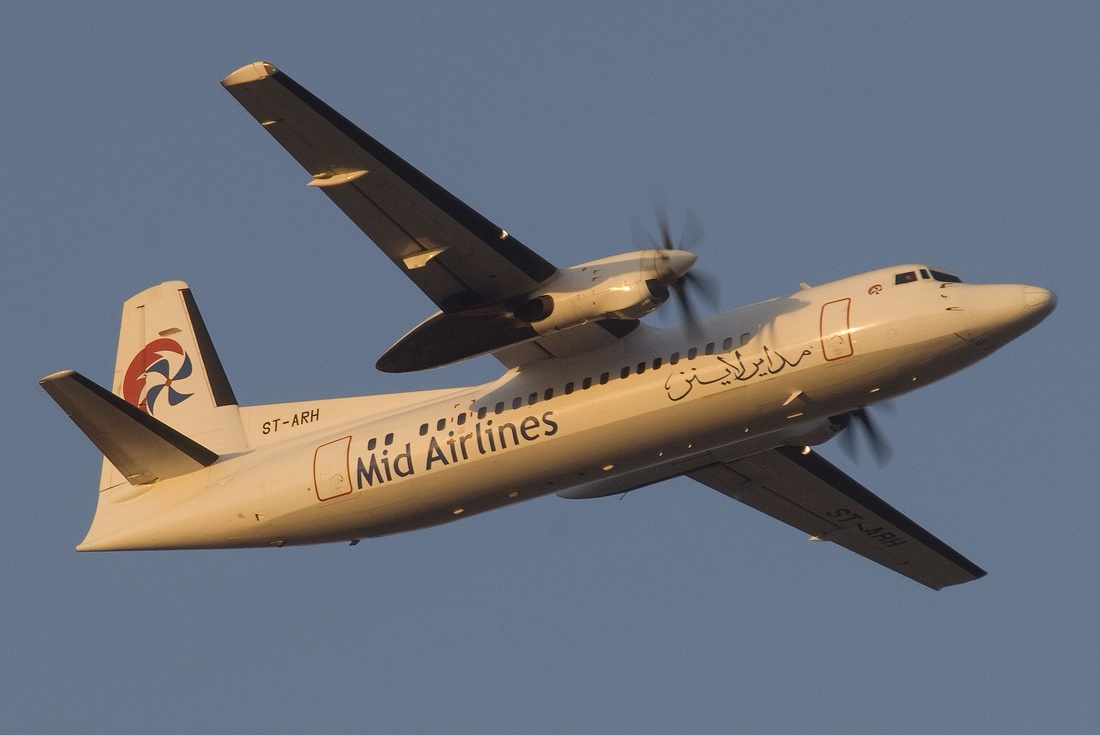
مید ایرلاینز

مید ایرلاینز (به انگلیسی: Mid Airlines) یک شرکت هواپیمایی با کد یاتا 7Y است که در تاریخ ۲۰۰۲ میلادی تأسیس شده است. دفتر مرکزی مید ایرلاینز در خرطوم، سودان واقع شده‌است و قطب این شرکت هواپیمایی در فرودگاه بین‌المللی خرطوم قرار دارد.